# Atletisme als Jocs Olímpics d'Estiu de 2024 - Salt de llargada masculí
La prova de Salt de llargada masculina d'Atletisme als Jocs Olímpics de París 2024 serà la 30a edició de l'esdeveniment en unes Olimpíades. La prova es disputarà entre el 4 i el 6 d'agost del 2024 a l'Stade de France de París.
El grec Miltiadis Tentoglou és el vigent campió de la disciplina olímpica, després de guanyar la medalla d'or als Jocs Olímpics de Tòquio 2020. La medalla de plata la va guanyar el cubà Juan Miguel Echevarría i la medalla de bronze fou pel també cubà Maykel Massó.
L'equip dels Estats Units és, amb molta diferència la selecció més guardonada, amb 22 medalles d'or, 15 medalles de plata i 10 medalles de bronze, en les 29 edicions que l'esdeveniment ha estat present als Jocs Olímpics. L'estatunidenc Carl Lewis, amb 4 medalles d'or, és l'atleta més guardonat en tota la història de la competició.

## Format
La prova de salt de llargada consisteix en fer un salt sobre un banc de sorra en pla horitzontal. L'atleta que faci el salt més llarg és el què guanya la prova. La competició començarà amb tots els atletes classificats, competint en 2 grups diferents. Com a mínim 12 atletes passaran a la final. Si aconsegueixen superar la longitud de referència passaran directament a la final i si no ho fan, han de quedar entres les 12 posicions més elevades dels dos grups en general. A la final, els 3 atletes que aconsegueixin fer un salt més llarg, guanyaran les medalles.

## Classificació
Hi ha dues maneres de classificar-se per la prova olímpica. La forma principal és superant la marca estàndard de classificació (que per aquesta edició es troba en els 8,27 metres), en qualsevol prova organitzada o supervisada per la Federació Internacional d'Atletisme, entre l'1 de juliol de 2023 i el 30 de juny de 2024. Depenent dels llocs que sobrin es podran classificar els atletes que no hagin aconseguit aquesta marca mitjançant les places universals i el rànquing atlètic i fent prevaler la diversitat geogràfica. S'ha de tenir en compte que només es podran classificar un màxim de 3 atletes per país i en cas que sigui superior, cada federació haurà d'escollir els 3 saltadors que consideri per participar en les Olimpíades.
| Mètode de classificació | Places | País    | Atleta classificat  |
| ----------------------- | ------ | ------- | ------------------- |
| Marca estàndard - 8.27m | 3      | Jamaica | Tajay Gayle         |
| Marca estàndard - 8.27m | 3      | Jamaica | Wayne Pinnock       |
| Marca estàndard - 8.27m | 3      | Jamaica | Carey McLeod        |
| Marca estàndard - 8.27m | 1      | Grècia  | Miltiadis Tentoglou |
| Marca estàndard - 8.27m | 1      | Índia   | Murali Sreeshankar  |
| Marca estàndard - 8.27m | 1      | Itàlia  | Mattia Furlani      |
| Marca estàndard - 8.27m | 1      | Taipei  | Lin Yu-tang         |
| Marca estàndard - 8.27m | 1      | Xina    | Wang Jianan         |
| Rànquing atlètic        | 1      |         |                     |
| Places universals       | 1      |         |                     |

## Medaller històric
| Posició | País                | Or | Argent | Bronze | Total |
| ------- | ------------------- | -- | ------ | ------ | ----- |
| 1       | Estats Units        | 22 | 15     | 10     | 47    |
| 2       | Regne Unit          | 2  | 0      | 2      | 4     |
| 3       | Alemanya de l'Est   | 1  | 2      | 1      | 4     |
| 4       | Cuba                | 1  | 1      | 2      | 4     |
| 5       | Suècia              | 1  | 0      | 2      | 3     |
| 6       | Grècia              | 1  | 0      | 0      | 1     |
| 6       | Panamà              | 1  | 0      | 0      | 1     |
| 8       | Austràlia           | 0  | 4      | 0      | 4     |
| 9       | Sud-àfrica          | 0  | 2      | 0      | 2     |
| 10      | Canadà              | 0  | 1      | 1      | 2     |
| 11      | Jamaica             | 0  | 1      | 0      | 1     |
| 11      | Alemanya Occidental | 0  | 1      | 0      | 1     |
| 11      | Alemanya            | 0  | 1      | 0      | 1     |
| 11      | Haití               | 0  | 1      | 0      | 1     |
| 15      | URSS                | 0  | 0      | 3      | 3     |
| 16      | Japó                | 0  | 0      | 2      | 2     |
| 17      | Itàlia              | 0  | 0      | 1      | 1     |
| 17      | Finlàndia           | 0  | 0      | 1      | 1     |
| 17      | Hongria             | 0  | 0      | 1      | 1     |
| 17      | Noruega             | 0  | 0      | 1      | 1     |
| 17      | Ucraïna             | 0  | 0      | 1      | 1     |
| 17      | Espanya             | 0  | 0      | 1      | 1     |